# 蒂里诺河畔布西
蒂里诺河畔布西（義大利語：Bussi sul Tirino），是意大利佩斯卡拉省的一个市镇。总面积26.29平方公里，人口2754人，人口密度104.8人/平方公里（2009年）。ISTAT代码为068005。